# ريويتشي مايدا
ريوتشي مايدا (باليابانية: 前田遼一؛ بالكانا: マエダ リョウイチ)، من مواليد 9 أكتوبر 1981، وهو لاعب كرة قدم ياباني ويلعب مع نادي جوبيلو إيواتا الياباني.
و قد تم اختيارة في عام 2000 كأفضل لاعب آسيوي شاب.

## روابط خارجية
- ريويتشي مايدا على موقع الاتحاد الدولي (مؤرشف)  (الإنجليزية)
- ريويتشي مايدا على موقع رابطة كرة القدم اليابانية للمحترفين (اليابانية)
- ريويتشي مايدا على موقع قاعدة بيانات كرة القدم.إي يو (الإنجليزية)
- ريويتشي مايدا على موقع ناشيونال فوتبول تيمز (الإنجليزية)
- ريويتشي مايدا على موقع Soccerway.com (الإنجليزية)
- ريويتشي مايدا على موقع عالم كرة القدم.نت (الإنجليزية)
- ريويتشي مايدا على موقع كووورة
- ريويتشي مايدا على موقع أوليمبيديا (الإنجليزية)
- ريويتشي مايدا على موقع AS.com (الإسبانية)